# Carn Bugail

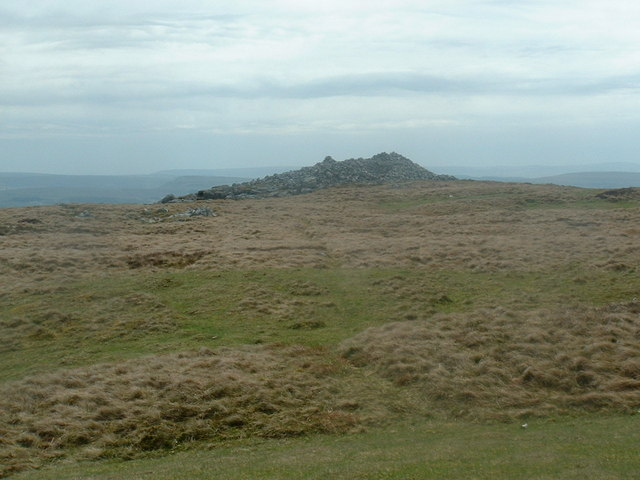
Carn Bugail

Carn Bugail oder Carn y Bugail ist ein Rundcairn mit 15,5 bis 16,4 m Durchmesser, der die Spitze des 477 m hohen Berges Pen Garnbugail in der Community Bedlinog im Merthyr Tydfil County Borough in Wales ziert. Eine beschädigte Steinkiste befindet sich in der Mitte des Cairns.

## Beschreibung
Der fast runde Steinhügel wird durch einen Randsteinring aus größeren liegenden Platten begrenzt. Auf der Oberseite gibt es einige schräg stehende Platten, wo sich eine Steinkiste mit wahrscheinlich ursprünglich senkrechten Platten befindet. Nur eine kleinere, im Westen, ist noch in situ. Nur eine der beiden seitlichen Platten der Kiste ist erhalten und der ovale etwa zwei Meter lange nach Süden verschobene Deckstein. Carn Bugail wurde im 18. Jahrhundert geöffnet, dabei wurden einige Urnen und verbrannte Knochen gefunden.
John Walter Lukis (1816–1894) verzeichnete im Jahre 1875 drei parallele Steinkisten, jede etwa 3,0 × 0,6 m. Zwei waren durch Querplatten geteilt, aber es gibt keine Belege dafür.
Im Norden von Carn Bugail gibt es einen kleineren Cairn und weitere bronzezeitliche Rundcairns liegen im Norden und Süden.
Auf der Ostseite des Pen Garnbugail steht der etwa 2,5 m hoher, stark geneigter Menhir Gelligaer.